# COVID-центри «Mega Ligtas»
COVID-центри Mega «Ligtas» (англ. Mega Ligtas COVID Centers), також відомі як тимчасові заклади лікування та спостереження (TTMFs) — це тимчасові позалікарняні медичні заклади або центри екстреної допомоги хворим, створені та керовані урядом Філіппін для розміщення хворих COVID-19 на провінційному або регіональному рівні в рамках своїх заходів з боротьби з епідемією COVID-19 на Філіппінах. Деякі заклади також використовувалися як карантинні центри для філіппінських репатріантів з інших країн.
Створенням таких об'єктів керує міністерство громадських робіт і автомобільних доріг у координації з управлінням з перетворення та розвитку споруд, та іншими приватними та державними організаціями шляхом реконструкції існуючих споруд або встановлення імпровізованих наметів. Першим центром «We Heal as One» був стадіон імені Ніноя Акіно, крита арена в Меморіальному спортивному комплексі Рісаля в Манілі, який 6 квітня 2020 року було переобладнано під медичний заклад і 14 квітня він прийняв першого хворого, щонайменше 7 інших об'єктів почали працювати пізніше. Уряд планував відкрити більше об'єктів у Себу.
Деякі з цих закладів відомі як центри «We Heal as One», адаптовані на основі кампанії солідарності проти COVID-19 на Філіппінах, «We Heal as One», яка, у свою чергу, походить від гасла Ігор Південно-Східної Азії 2019 року, які приймала країна, «Ми перемагаємо як один» (англ. We Win as One).
«Mega» у назві COVID-центрів «Mega Ligtas» не означає кількість ліжко-місць, а найменшим COVID-центром «Mega Ligtas» була президентська яхта BRP Ang Pangulo на 28 ліжок. Ізолятори/карантинні установи, якими керують місцеві органи влади, а не національний уряд, офіційно відомі як «COVID-центри Ligtas» незалежно від кількості ліжок. COVID-центри «Ligtas» і COVID-центри «Mega Ligtas» класифікуються як громадські ізолятори.

## Об'єкти

### Кларк

#### Конференц-центр АСЕАН
Конференц-центр АСЕАН у зоні Кларк Фріпорту в Пампанзі було перетворено на карантинний заклад на 150 місць.

#### Урядовий центр Нью-Кларк Сіті
Будівля Урядового центру Нью-Кларк-Сіті в Нью-Кларк-Сіті в Капасі в Тарлак, спочатку була обладнана близько 400 ліжками, хоча її місткість можна було збільшити до 1000 ліжок. 7 травня 2020 року центр прийняв свою першу партію хворих, що складалася з 50 закордонних філіппінських робітників із позитивним результатом на COVID-19. На той час кількість ліжок в ньому вже зросла до 688.

### Манільська столична область

#### Наметовий госпіталь Filinvest
Намет «Filinvest», наявний намет площею 20 квадратних метрів, який обслуговує місце проведення заходів у «Filinvest City» в Мунтінлупі, було перепрофільовано в карантинний заклад на 108 місць. Спонсором будівельних матеріалів виступила Корпорація розвитку «Filinvest», а за роботу з ремонту відповідала корпорація EEI. Лікарняні ліжка надала група компаній «Villar».

#### Спортивний комплекс «Філспорт»
У квітні 2020 року «Філспортарена» у комплексі «Філспорт» у Пасігу була перетворена на карантинний заклад на 132 ліжка компаніями «Villar Group» і «DPWH». 15 травня крита арена, перетворена на карантинний заклад, прийнялп перших хворих на COVID-19.

#### Меморіальний спортивний комплекс Рісаля
У Меморіальному спортивному комплексі Рісаля в Манілі відкрито центри «We Heal As One» на двох критих аренах — Меморіальному колізеї Рісаля та стадіоні імені Ніноя Акіно.

##### Меморіальний колізей Рісаля
У Меморіальному колізеї Рісаля було розгорнуто 98 ліжок. Переобладнання критої арени як карантинного об'єкта було виконано міністерством громадських робіт і автомобільних доріг, управлінням з перетворення та розвитку споруд у співпраці з групою компаній «Razon». Перетворення було завершено 9 квітня.

##### Стадіон імені Ніноя Акіно
Першим в історії центром" We Heal as One" став відремонтований стадіон імені Ніноя Акіно. 6 квітня криту арену було перетворено на карантинний заклад на 112 ліжок. Заклад розпочав роботу 8 квітня. 9 травня в закладі зафіксовано найбільший рівень одужання: 21 хворий визнані здоровими.

### Філіппінський міжнародний конференц-центр
Форум Філіппінського міжнародного конференц-центру, існуючу наметову конструкцію площею 4292 квадратних метри, яка використовується для заходів у комплексі конференц-центру, було перетворено на карантинний заклад. Міністерство громадських робіт і автомобільних доріг проводило реконструкцію закладу разом з «Villar Group» і «EEI Corporation», яка була завершена 8 квітня 2020 року. Форум конференц-центру розрахований на 294 ліжка, і почав приймати хворих 28 квітня.

### Всесвітній торговий центр Маніли
Конференц-центр у Пасаї під назвою «Всесвітній торговий центр Маніли» був реконструйований як карантинний заклад на 502 ліжка. Перебудова проводилась міністерством громадських робіт і автомобільних доріг у співпраці з управлінням з перетворення та розвитку споруд та групою компаній «Ayala», і була завершена 9 квітня 2020 року. 24 квітня заклад допустив повернення закордонних філіппінських робітників з Об'єднаних Арабських Еміратів, які залишалися всередині закладу, щоб пройти 14-денний обов'язковий карантин.

### Інші місця

#### Комплекс Філіппінської арени
Християнська деномінація «Iglesia ni Cristo», пов'язана з забудовою Сьюдад-де-Вікторія в Санта-Марія та Бокауе, безкоштовно запропонувала уряду цю територію для використання карантинним закладом. Створення центру «We Heal as One» у Сьюдад-де-Вікторія було здійснено спільними зусиллями міністерства громадських робіт і доріг, керівництва Філіппінської арени та групи компаній «MVP». Три великі намети біля арени переобладнали під карантинні приміщення. 30 квітня 2020 року комплекс лікувально-оздоровчого закладу було передано уряду. Місткість і площа трьох наметів були наступними:
- Намет 1 — 92 місця; 26 м × 105 м
- Намет 2 — 104 місця; 50 м × 60 м
- Намет 3 — 104 місця; 50 м × 60 м

## Список
| Об'єкт                                      | Розташування закладу                                                        | Максимальна місткість | Завершено      | Відкрито       | Посилання            |
| ------------------------------------------- | --------------------------------------------------------------------------- | --------------------- | -------------- | -------------- | -------------------- |
| Стадіон імені Ніноя Акіно                   | Стадіон імені Ніноя Акіно, Меморіальний спортивний комплекс Рісаля, Маніла  | 112 ліжок             | 6 квітня 2020  | 8 квітня 2020  | [ 4 ] [ 16 ]         |
| Філіппінський міжнародний конференц-центр   | Форум Філіппінського міжнародного конференц-центру, Пасай                   | 294 ліжка             | 8 квітня 2020  | 28 квітня 2020 | [ 17 ]               |
| Меморіальний колізей Рісаля                 | Меморіальний спортивний комплекс Рісаля, Маніла                             | 98 ліжок              | 9 квітня 2020  | Невідомо       | [ 4 ]                |
| Всесвітній торговий центр                   | Всесвітній торговий центр Маніли                                            | 502 ліжка             | 9 квітня 2020  | 24 квітня 2020 | [ 3 ] [ 18 ]         |
| Конференц-центр АСЕАН                       | Конференц-центр АСЕАН, зона Кларк Фріпорт, Пампанга                         | 150 ліжок             | 12 квітня 2020 | Невідомо       | [ 7 ] [ 8 ]          |
| Урядовий центр Нью-Кларк-Сіті               | Адміністративний центр національного уряду, Нью-Кларк-Сіті, Капас, Тарлак   | 688 ліжок             | 12 квітня 2020 | 7 травня 2020  | [ 7 ] [ 9 ]          |
| Філіппінський спортивний комплекс           | Філспортарена, Пасіг                                                        | 132 ліжка             | 18 квітня 2020 | 15 травня 2020 | [ 13 ] [ 15 ] [ 14 ] |
| Комплекс філіппінської арени                | Сьюдад-де-Вікторія, Булакан                                                 | 300 ліжок             | 29 квітня 2020 | Невідомо       | [ 19 ]               |
| Намет Філінвест                             | Філінвест-Сіті, Мунтінлупа                                                  | 108 ліжок             | 11 травня 2020 | Невідомо       | [ 12 ]               |
| Спортивна арена Алонте                      | Алонте Спортс Арена, Біньян, Лагуна                                         | 68 ліжок              | 28 травня 2020 | Невідомо       | [ 21 ]               |
| Інститут Кесона                             | Інститут Кесона, Кесон-Сіті                                                 | 112 ліжок             | Невідомо       | Невідомо       | [ 22 ]               |
| NCC Athlete's Village                       | Athlete's Village, New Clark City Sports Hub, Нью-Кларк-Сіті, Капас, Тарлак | 369 ліжок             | Невідомо       | Невідомо       | [ 23 ]               |
| Реабілітаційний центр Лас-Піньяс            | Лас-Піньяс                                                                  | 55 ліжок              | Невідомо       | Невідомо       | [ 24 ]               |
| IC3 COVID-19 TTMF                           | Конференц-центр IC3 , Себу                                                  | 130 ліжок             | Невідомо       | Невідомо       | [ 25 ]               |
| Супертермінал Еви Макапагал                 | Пірс 15, порт Маніла, Маніла                                                | 211 ліжок             | Невідомо       | Невідомо       | [ 26 ]               |
| Президентська яхта BRP Ang Pangulo (ACS-25) | BRP Ang Pangulo, пришвартований на пірсі 13 порту Маніла, Маніла            | 28 ліжок              | Невідомо       | Невідомо       | [ 27 ]               |